# Psilotarsus ellioti
Psilotarsus ellioti är en skalbaggsart som först beskrevs av Charles Joseph Gahan 1906.  Psilotarsus ellioti ingår i släktet Psilotarsus och familjen långhorningar.
Artens utbredningsområde är Pakistan. Inga underarter finns listade i Catalogue of Life.